# Adà (esposa de Lèmec)
Adà és un personatge del Gènesi, primer llibre de la Tanakh i de l'Antic Testament. És una de les dues esposes de Lèmec.
És citada al capítol 4 del Gènesi com una de les dues dones que es van casar amb Lèmec, descendent de Caín. L'altra esposa va ser Sil·là. El nom d'Adà té una significació de qualitat estètica i era comú en el món semític per senyalar la bellesa femenina, tot i que també molts noms masculins empraven aquesta arrel. Adà va tenir dues fills amb Lèmec: Jabal, considerat avantpassat dels pastors nòmades, i Jubal, que té la consideració d'avantpassat dels intèrprets de cítara i flabiol. Els fills són, d'acord amb la genealogia bíblica, la setena generació de la humanitat, i fundadors d'arts de la civilització.
Al mateix capítol, Lèmec confessa a les seves esposes que havia mort un home que l'havia malferit i un noi que l'havia colpejat. D'acord amb la tradició aggadà i midraix, Adà i Sil·là van refusar mantenir relacions amb el seu marit després que els confessés que havia matat dos homes, i van anar al tribunal d'Adam per resoldre l'afer. Adà es retratada com una dona respectada i presa seriosament en el tribunal, tant ella com Sil·là demostren saviesa que té conseqüències en el destí del judici i, en darrera instància, en la humanitat.